# 45737 Benita
45737 Benita è un asteroide della fascia principale. Scoperto nel 2000, presenta un'orbita caratterizzata da un semiasse maggiore pari a 3,1968499 UA e da un'eccentricità di 0,0513550, inclinata di 10,19431° rispetto all'eclittica.
L'asteroide è dedicato alla statunitense Benita Segal, moglie dello scopritore.